# Correr por carretera

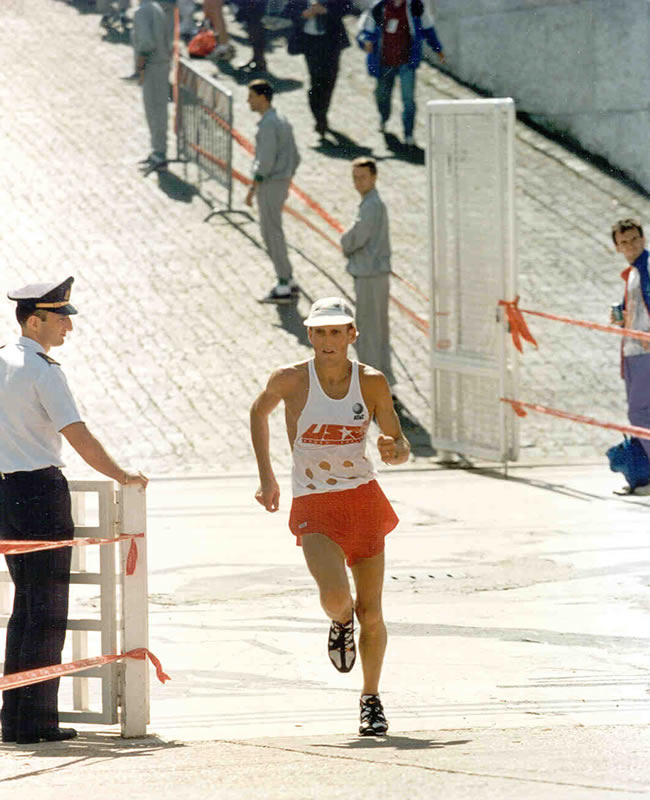
Correr por carretera en un maratón de la Fuerza de Aérea de EE. UU.

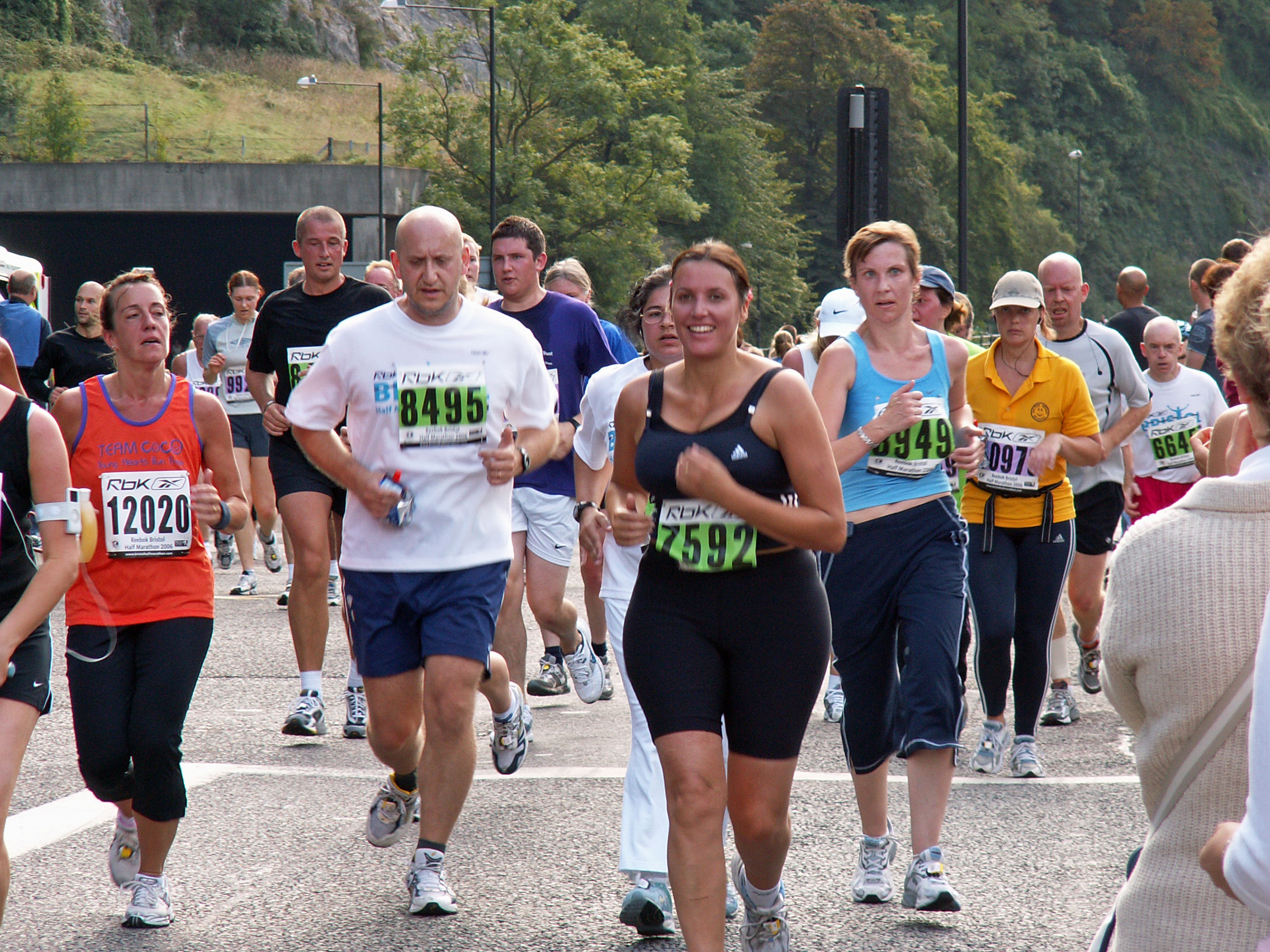
Las personas que participan en el Medio Maratón de Bristol

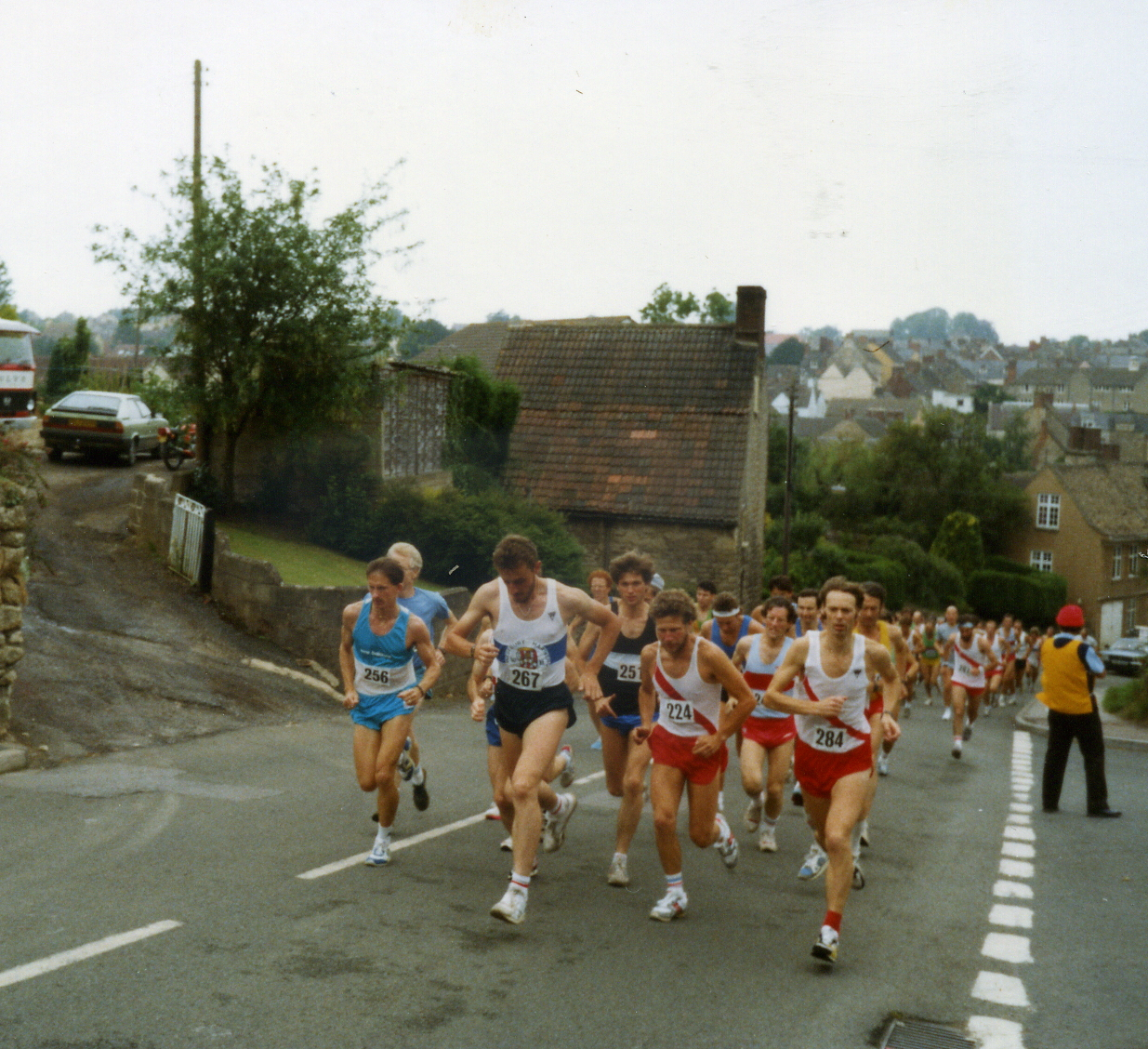
Atletas en el inicio de una carrera de 10 millas en Gloucestershire en Inglaterra, Reino Unido en 1990.

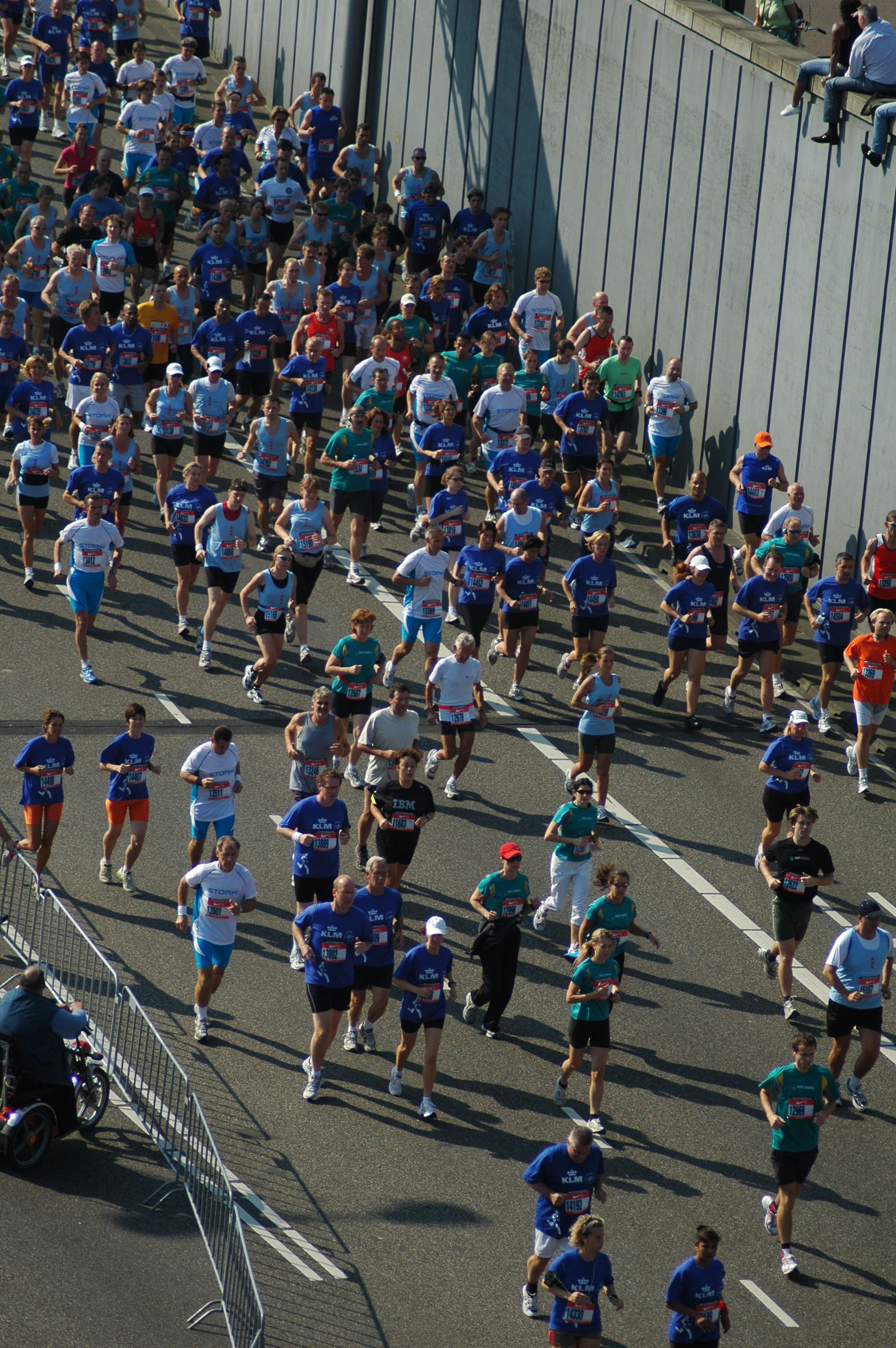
El Dique tot Damloop es una carrera por carretera de Ámsterdam a Zaandam en Holanda

Correr por carretera es el deporte de correr en un circuito medido sobre una carretera establecida. Estos acontecimientos son normalmente clasificados como de larga distancia de acuerdo a la terminología del atletismo, con carreras típicamente variando de 5 kilómetros a 42.2 kilómetros en el maratón. Pueden implicar números grandes de corredores o de participantes en silla de ruedas. Las cuatro distancias más comunes reconocidos por la IAAF para eventos de "correr por carretera" son 5 km, 10 km, media maratón y maratón.
Correr por carretera puede ofrecer a aquellos que participan de una gama de retos e intereses como tratar cerros, curvas agudas, superficies diversas, tiempo inclemente, y la implicación de un grupo grande. La forma física aeróbica, o la capacidad del cuerpo para utilizar el oxígeno, es el factor más grande que contribuye al éxito.[cita requerida]
El impacto de correr en las carreteras pone más tensión en los pies, rodillas y la espalda baja que corriendo encima de tierra o pasto. Se puede compensar proporcionando una superficie de nivel consistente, lo que puede poner menos tensión en el tendón de Aquiles. Antes de comprometerse a una carrera por carretera, uno tendría que escoger un zapato que más le conviene a su tipo de pie y estilo de correr.
Correr por carretera es una de varias formas de carreras por carretera, el cual también incluye carreras con bicicleta de carretera y carreras de vehículo motor por carretera.